# ناحية نغين كوير
ناحية نغين كوير(بالفارسية: بخش نگین کویر) هي ناحية في مقاطعة فهرج، محافظة كرمان، إيران. حسب إحصاء 2017، بلغ عدد سكان الناحية 26922 فردا في 6643 عائلة. ليس بالناحية مدن لكن بها منطقتان ريفيتان هما قسم تشاهدغال الريفي وقسم نغين كوير الريفي.